# Urwelt-Museum Oberfranken

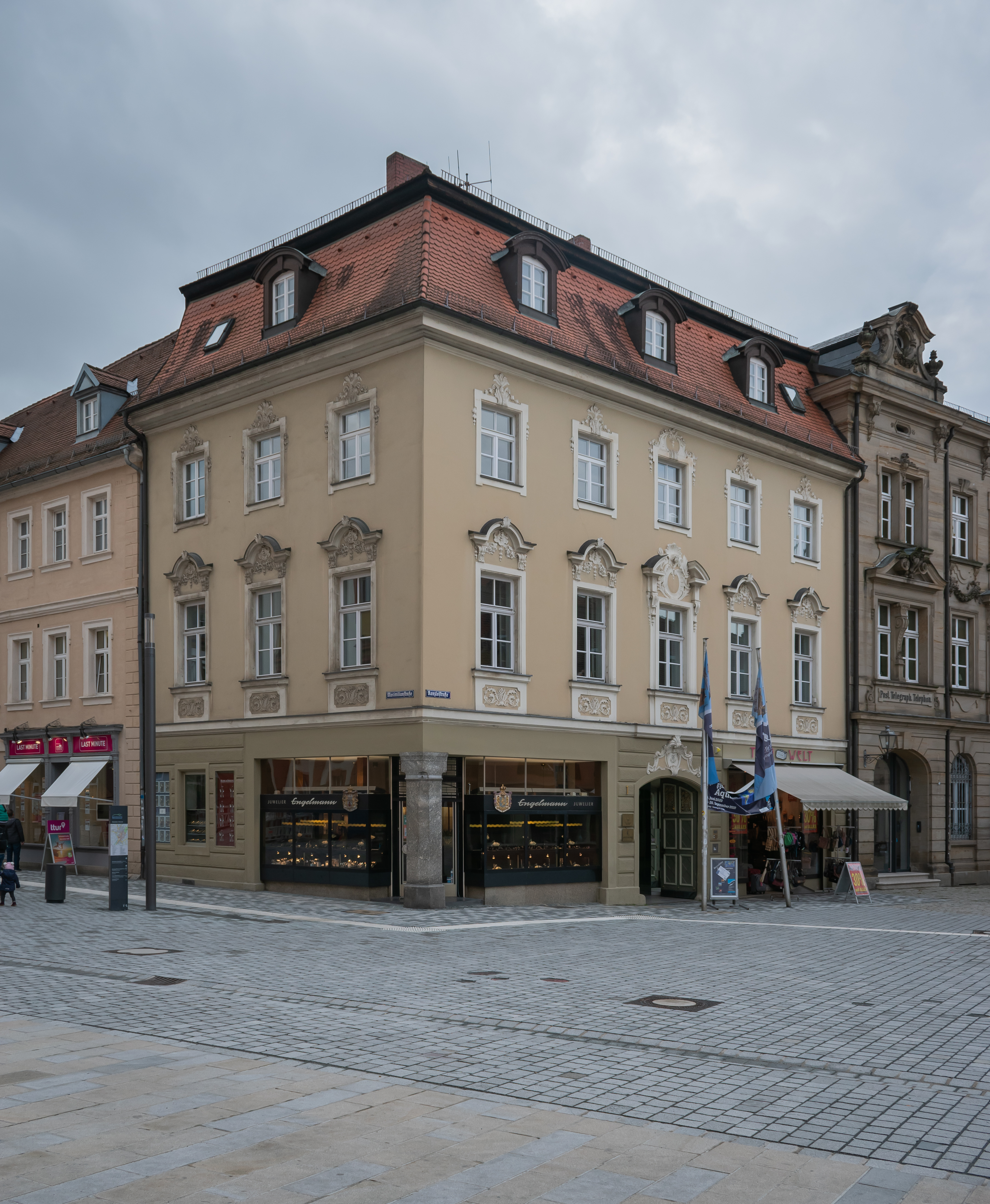
Lüchauhaus in der Kanzleistraße

Das Urwelt-Museum Oberfranken in Bayreuth ist ein von der Stadt Bayreuth betriebenes regionales Naturkundemuseum mit Schwerpunkt auf Geschichte der belebten (Paläontologie) und unbelebten (Geologie und Mineralogie) Natur Oberfrankens. Es entwickelte sich aus einem im Jahr 1833 eingerichteten Cabinet in stetigen Zukäufen und Sammlungsvergrößerungen. Über alle Raum-Nutzungsprobleme hinweg ist das Museum seit 1997 im Stadtzentrum von Bayreuth ansässig und wird von den Staatlichen Naturwissenschaftlichen Sammlungen Bayerns betreut.

## Geschichte
Im Jahr 1832 rief Regierungspräsident Ferdinand von Andrian-Werburg zum Aufbau eines Naturalienkabinetts auf. Als einer der Ersten folgte Graf Georg zu Münster diesem Aufruf, indem er 14.000 Exponate als Grundstock der neuen Sammlung zur Verfügung stellte. So konnte bereits 1833 das Kreis-Naturalien-Cabinet im Bayreuther Kammerpräsidium eröffnet werden. Die Sammlung enthielt anfangs 19.209 Fossilien sowie über 3.000 Mineralien und Gesteine.
1841 zog die Sammlung ins Erdgeschoss des Neuen Schlosses. Es lebte im Wesentlichen von der ehrenamtlichen Arbeit einzelner Personen: So übernahm der Regierungssekretär Metzer die Konservation der Sammlungsstücke, danach der Registraturgehilfe Rath, beide in ihrer Freizeit. 1849 musste die Sammlung in die Kreislandwirtschafts- und Gewerbeschule umziehen. Karl Friedrich Wilhelm Braun, der von Anfang an am Aufbau gewirkt und den ersten Katalog herausgegeben hatte, wurde 1850 Kustos. Er behielt dieses Amt bis zu seinem Tod 1854.
Nachdem 1854 Kustos Braun verstorben war, diente das Kreis-Naturalien-Cabinet nur noch als Schulsammlung, die von verschiedenen Naturkundelehrern verwaltet wurde. Erst 1872 mit dem Ankauf der Mineraliensammlung des Notars Käfferlein trat die Sammlung wieder aus ihrem Schattendasein hervor. Erst 1914 wurde die Sammlung wieder der Öffentlichkeit zugängig gemacht und trat als naturwissenschaftliche Institution in Erscheinung. Theodor Schneid betreute die Sammlung, die nun im früheren städtischen Filialbankgebäude in der Friedrichstraße ihre Heimat gefunden hatte. Nachdem Theodor Schneid nach Bamberg berufen worden war, betreute er die Bayreuther Sammlung von dort aus mit.
Nach dem Ersten Weltkrieg kehrten die Exponate 1924 ins Erdgeschoss des Neuen Schlosses zurück. Schneid verfasste dazu den ersten Museumsführer, der ebenfalls 1924 erschien. 1934 erwarb die Stadt Bayreuth die Sammlung Frosch, die sie der Kreis-Naturalien-Sammlung als Leihgabe hinzufügte.
Nach dem Zweiten Weltkrieg übernahm der Bamberger Anton Kolb 1955 die Betreuung und ermöglichte 1958 die Wiedereröffnung des Museums. 1964 wurde die Kreis-Naturalien-Sammlung in Oberfränkisches Erdgeschichtliches Museum Bayreuth umbenannt.
1981 kündigte die Regierung die Ausstellungsräume im Neuen Schloss, so dass das Museum geschlossen werden musste. Die Naturwissenschaftliche Gesellschaft Bayreuth, die Universität Bayreuth sowie zahlreiche regionale Fossil- und Mineraliensammler setzten sich massiv für die Wiedereröffnung der Sammlung ein, die in versiegelten Kartons in der Universität Bayreuth lagerte und somit für niemanden zugänglich war. Die Generaldirektion der Staatlichen Naturwissenschaftlichen Sammlungen Bayerns nahm sich der Forderung auf Wiedereröffnung des Oberfränkischen Erdgeschichtlichen Museums an und fand zusätzliche Unterstützung durch das Regierungspräsidium Oberfranken sowie bei der Stadt Bayreuth. Am 1. März 1990 beschloss der Stadtrat einstimmig, die 13.500 Objekte im Lüchau-Haus (Kanzleistraße 1) auszustellen, sobald das Historische Museum von dort in das Gebäude der Feuerwache umgezogen sei.
1997 kam es so zum Trägerschaftsvertrag: Die Stadt Bayreuth übernahm die Trägerschaft des Museums vom Bezirk Oberfranken, die Generaldirektion der Staatlichen Naturwissenschaftlichen Sammlungen Bayerns die wissenschaftliche Betreuung. Das Museum erhielt nun den neuen Namen Urwelt-Museum – Oberfränkisches Erdgeschichtliches Museum Bayreuth. 1998 konnte es im Lüchau-Haus eröffnet werden, das sich im Eigentum der Stadt Bayreuth befindet.

## Ausstellungen

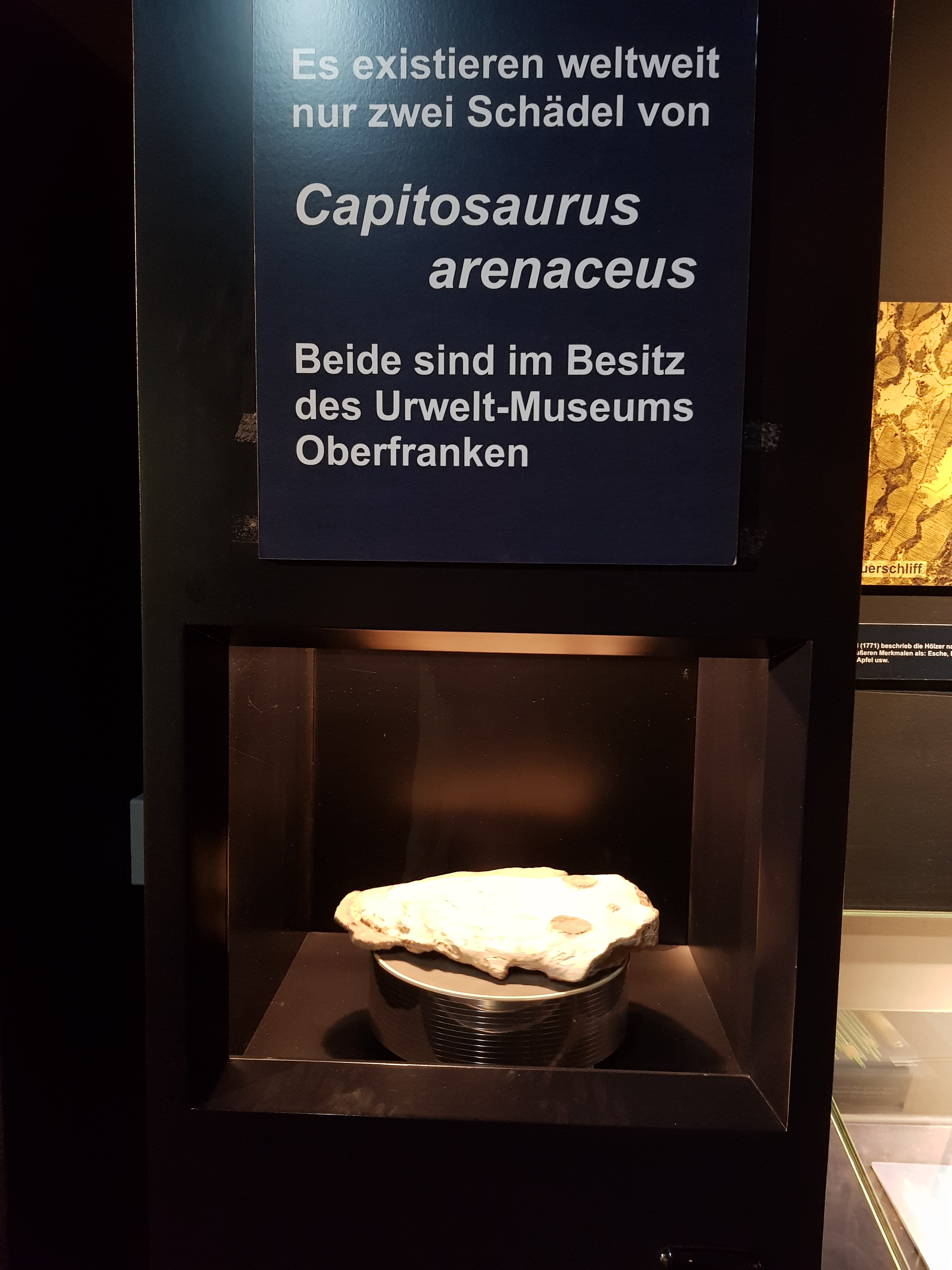
Schädel des Capitosaurus arenaceus

Das Urwelt-Museum zeigt auf ca. 600 m² Exponate der Geschichte der belebten (Paläontologie) und unbelebten (Geologie sowie der Mineralogie) Natur Oberfrankens. Unter den Exponaten befinden sich Muschelkalksaurier, ein weltweit seltener Schädel eines Capitosaurus arenaceus und andere Fossilien, seltene Mineralien sowie ein begehbares Modell eines Goldkristalls.
Seit 2007 sind auch ein Schädel sowie zahlreiche Wirbel des Fischsauriers Temnodontosaurus aus der ehemaligen Tongrube Mistelgau ausgestellt. Der Schädel hat eine Länge von mehr als einem Meter.
Im ersten Obergeschoss ist seit 2012 die Dauerausstellung Urweltmeer Mistelgau eingerichtet. Dort wird ein tropisches Flachmeer, welches vor 180 Millionen Jahren die Region bedeckte, anhand von Fossilien dargestellt.
Im Außenbereich hinter dem Museum sind mehrere bis zehn Meter hohe Modelle von Dinosauriern ausgestellt. Weitere Modelle stehen in der Fußgängerzone, unweit des Eingangs zum Museum.
2016 war im Museum das vermutlich älteste Skelett eines Allosaurus-Jungtiers ausgestellt.

## Wichtige Erwerbungen
- 18??: Sammlung des Advokaten Kaefferlein; Mineralien aus der ganzen Welt. Kaefferlein war der Advokat von Richard Wagner
- 1832+1835: Sammlung des Grafen Georg zu Münster; Schenkung an den Kreis Oberfranken
- 1924: Laubmann'sche Mineraliensammlung durch den Kreis Oberfranken (1924)
- 1934: Sammlung Frosch durch die Stadt Bayreuth (1934)

## Die Sammlungen
In den Sammlungen befinden sich vor allem Fossilien und Mineralien aus der Region Oberfranken:
- Muschelkalksaurier vom Oschenberg und Lainecker Höhenzug mit zahlreichen Typen und Originalen.
- Pflanzensammlung aus dem Lias alpha. Die Sammlung setzt sich zusammen aus eigenen Aufsammlungen sowie der Sammlung Hauptmann.
- Fossilien aus der Tongrube Mistelgau Fossilien (Wirbeltiere wie Fischsaurier, Krokodile und Überreste eines Plesiosauriers, Flugsaurierreste, Ammoniten, Schnecken, Fische, Belemniten, Muscheln, Insektenreste, Hölzer etc.) aus dem Lias der Region.

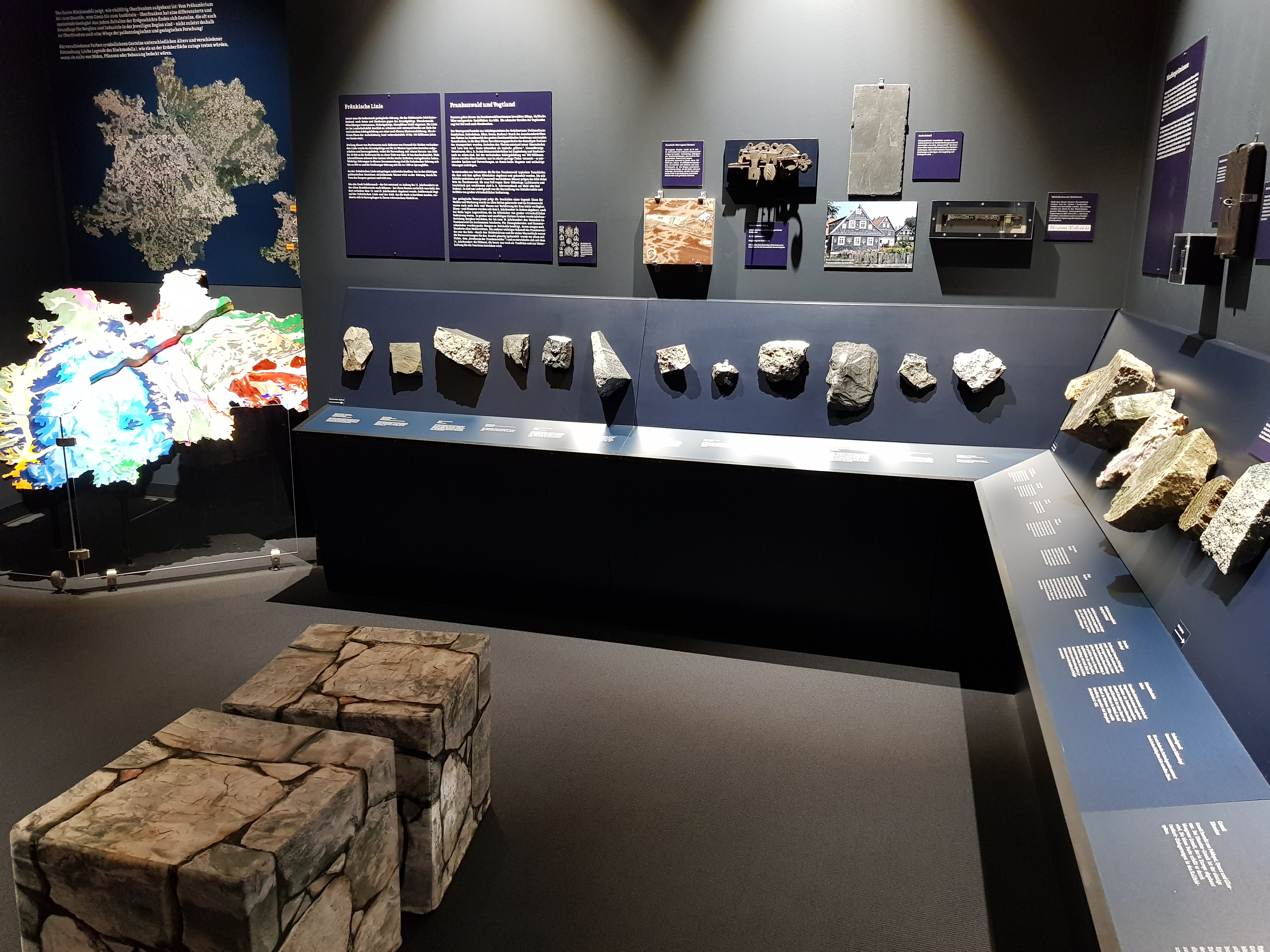
Ausstellungsraum zur Geologie in Oberfranken
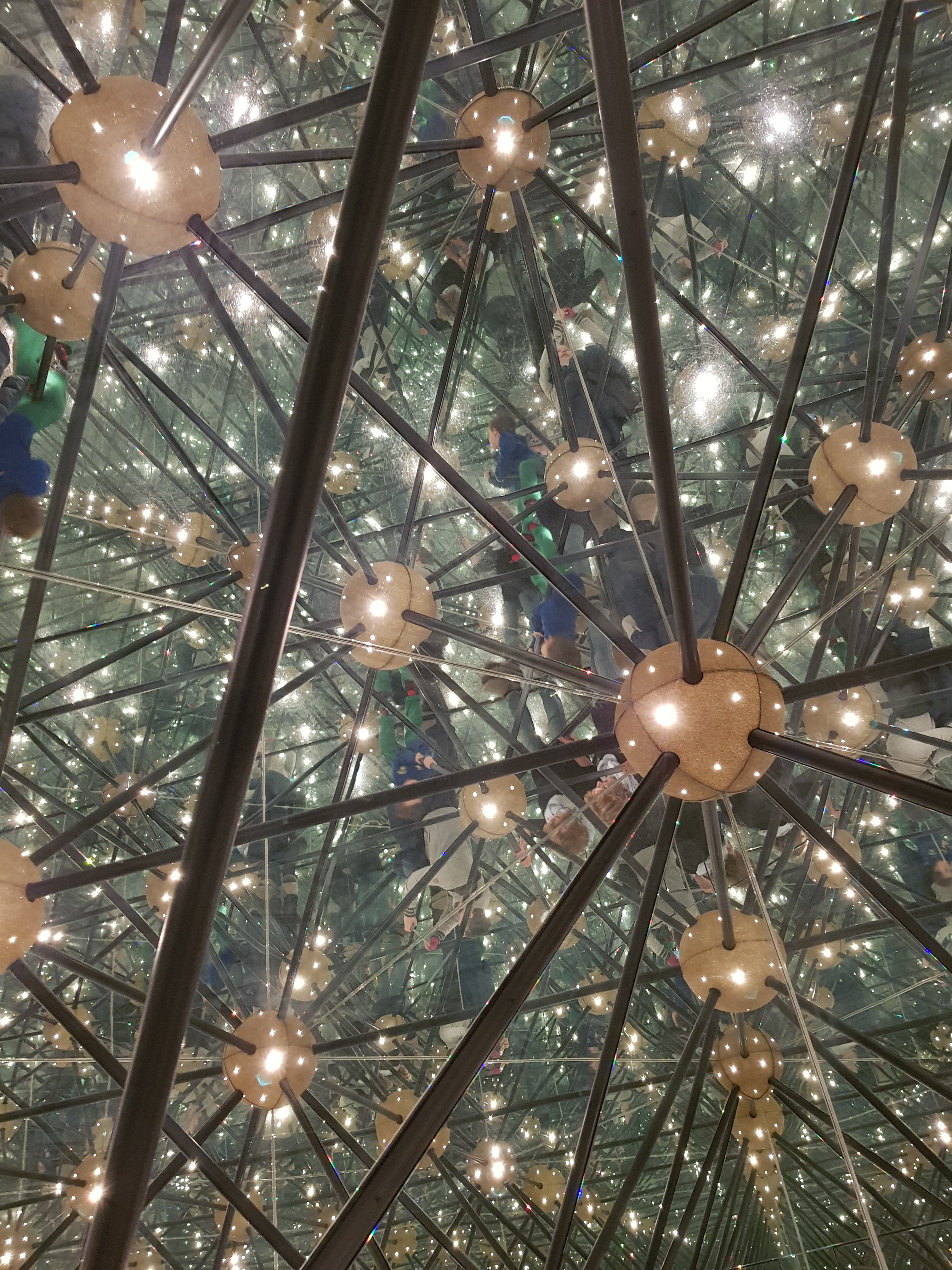
Begehbarer Ausstellungsraum "Im Inneren einer Elementarzelle"
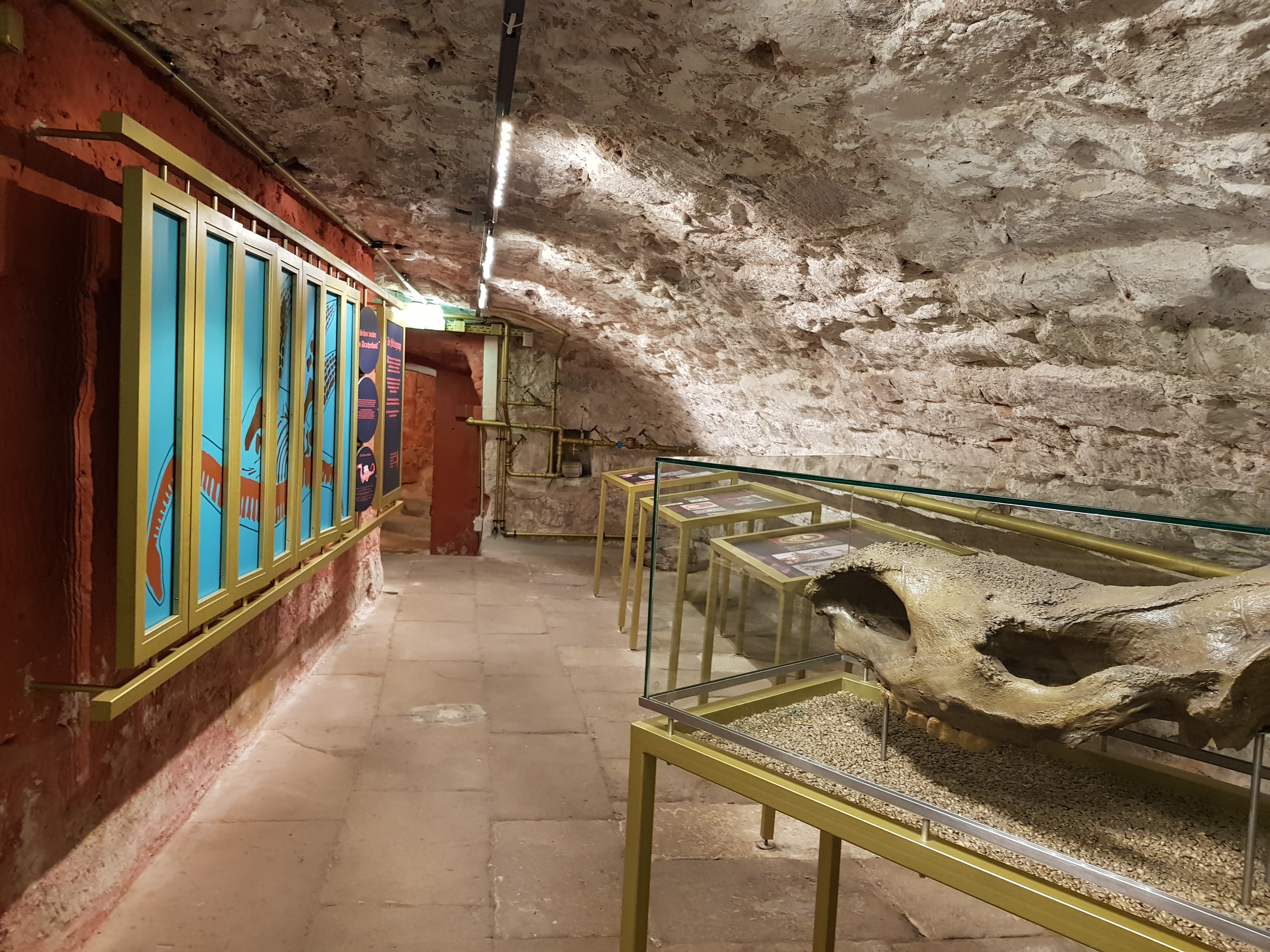
Ausstellungsraum im Kellergewölbe zum Thema Drachen
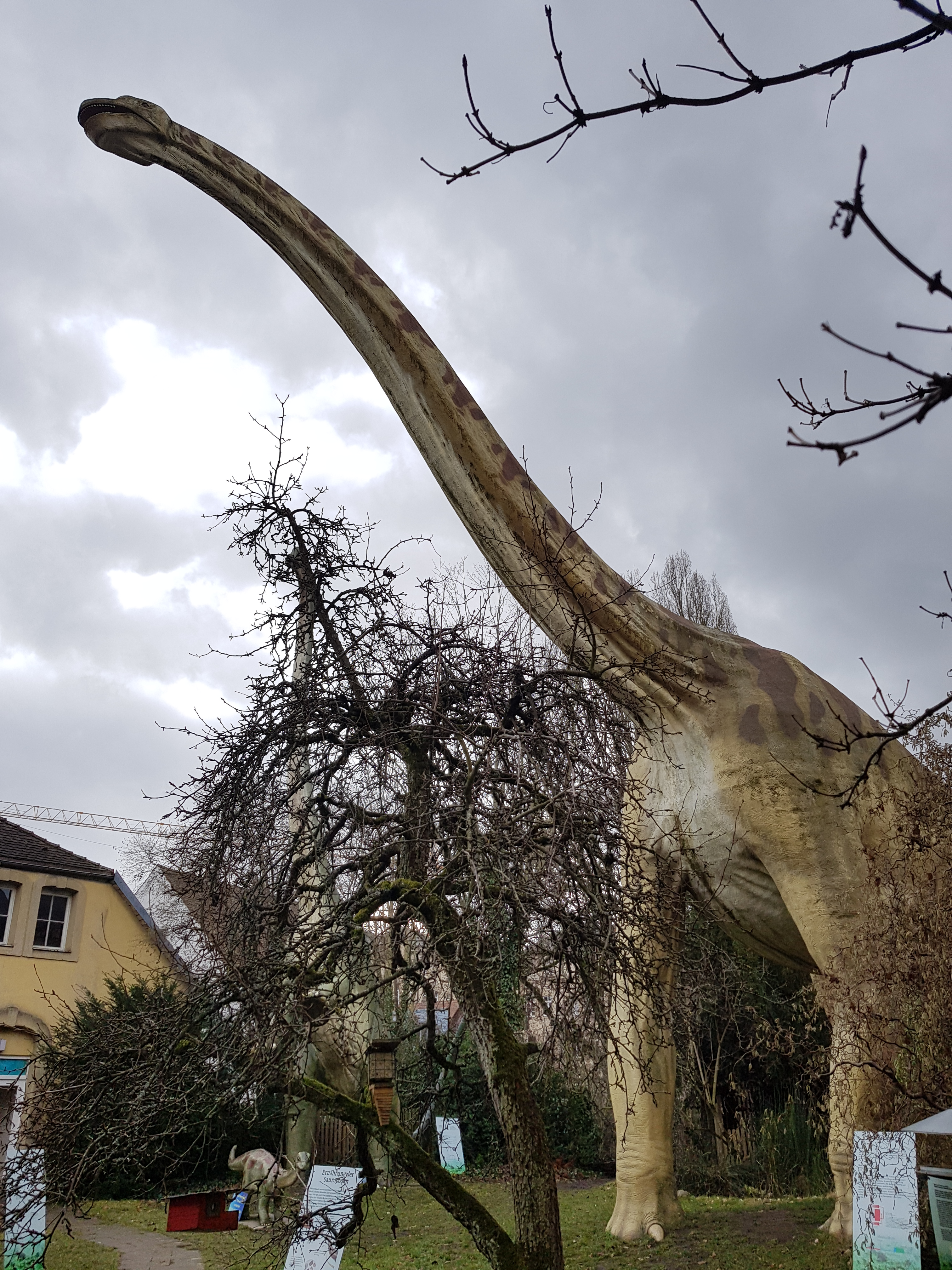
Museumsgarten mit Dinosaurierfiguren